# Hammartjärnen, Dalsland
Hammartjärnen är en sjö i Bengtsfors kommun i Dalsland och ingår i Göta älvs huvudavrinningsområde. Sjön har en area på 0,192 kvadratkilometer och ligger 169,1 meter över havet.

## Delavrinningsområde
Hammartjärnen ingår i det delavrinningsområde (656076-128222) som SMHI kallar för Utloppet av Lyssjö. Medelhöjden är 164 meter över havet och ytan är 5,51 kvadratkilometer. Räknas de 2 avrinningsområdena uppströms in blir den ackumulerade arean 13,73 kvadratkilometer. Tassbyälven (Kesnacksälven) som avvattnar avrinningsområdet har biflödesordning 3, vilket innebär att vattnet flödar genom totalt 3 vattendrag innan det når havet efter 232 kilometer. Avrinningsområdet består mestadels av skog (66 procent). Avrinningsområdet har 1,28 kvadratkilometer vattenytor vilket ger det en sjöprocent på 23,2 procent.